# Dipartimento di Abdi
Il dipartimento di Abdi è un dipartimento del Ciad facente parte della provincia del Sila. Il capoluogo è Abdi.

## Comuni
Il dipartimento comprende i seguenti comuni:
- Abdi
- Abkar Djombo
- Biyeré